# Flaga Litwy
Flaga Litwy – jeden z symboli państwowych Republiki Litewskiej.

## Symbolika

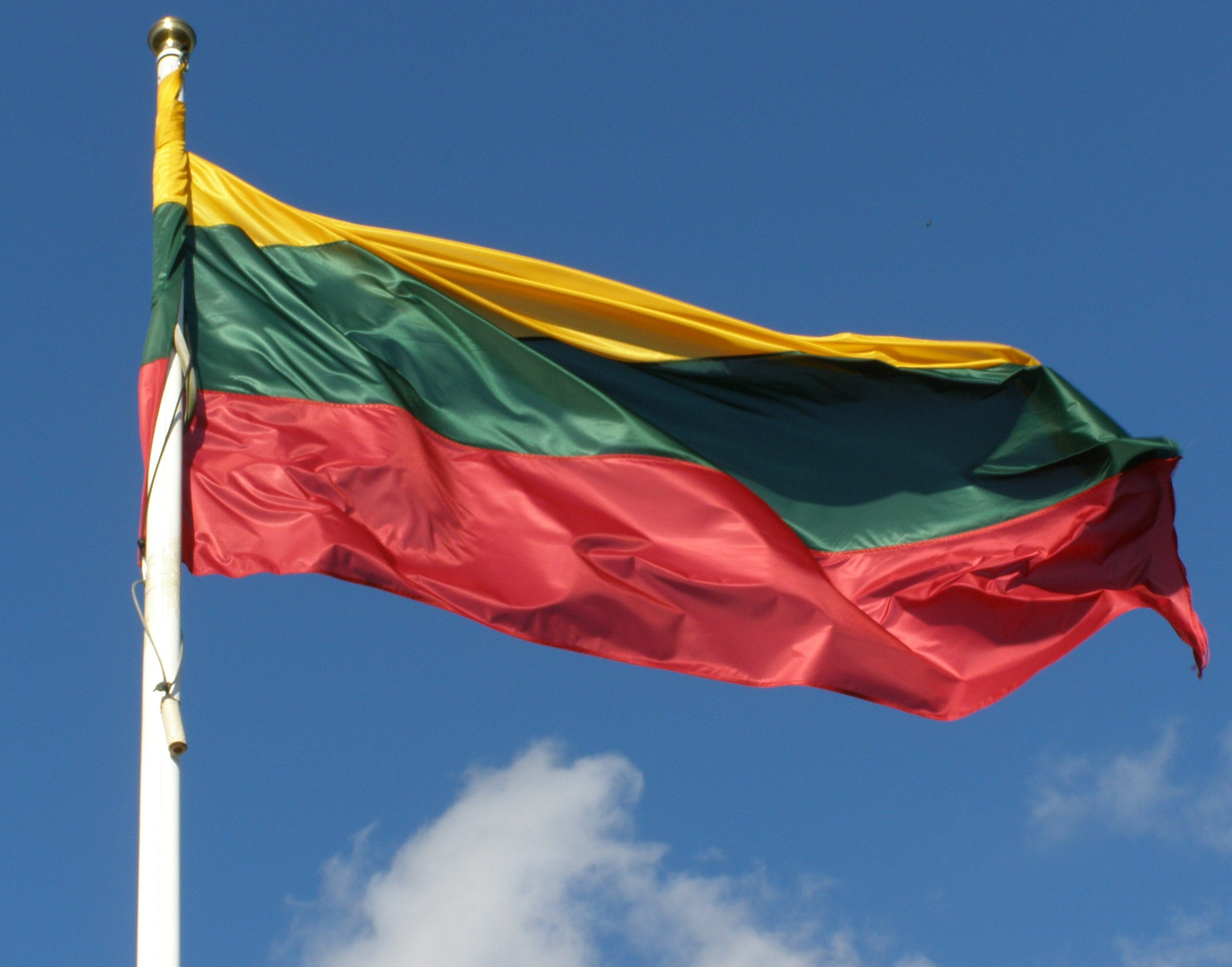
Flaga Litwy na wietrze

Flaga litewska ma formę prostokąta podzielonego na trzy poziome pasy: żółty, zielony i czerwony i została przyjęta 20 marca 1989, blisko 2 lata przed ogłoszeniem przez Litwę niepodległości od Związku Radzieckiego. Bardzo podobna flaga (o nieco jaśniejszych barwach) obowiązywała na Litwie od 1918 r. do aneksji przez ZSRR w 1940 r. W latach 1945–1989 (po zakończeniu okupacji niemieckiej) oficjalnym symbolem kraju była flaga Litewskiej SRR.
W 2004 r. zmodyfikowano dotychczasowy wzorzec flagi, zmieniając proporcje boków z 1:2 na 3:5.
Barwy flagi litewskiej – podobnie jak w przypadku większości krajów – mają znaczenie symboliczne: żółty to kolor słońca i oznacza szlachetność i uczciwość, zielony nawiązuje do roślinności i jest symbolem życia oraz nadziei, a czerwony to kolor krwi i łączy się z miłością, odwagą i poświęceniem dla ojczyzny. Kolory żółty i zielony razem symbolizują też krajobraz Litwy (pola i lasy), zaś czerwony – przelaną krew. Wszystkie te trzy kolory razem często występują w litewskich strojach ludowych.

## Historia

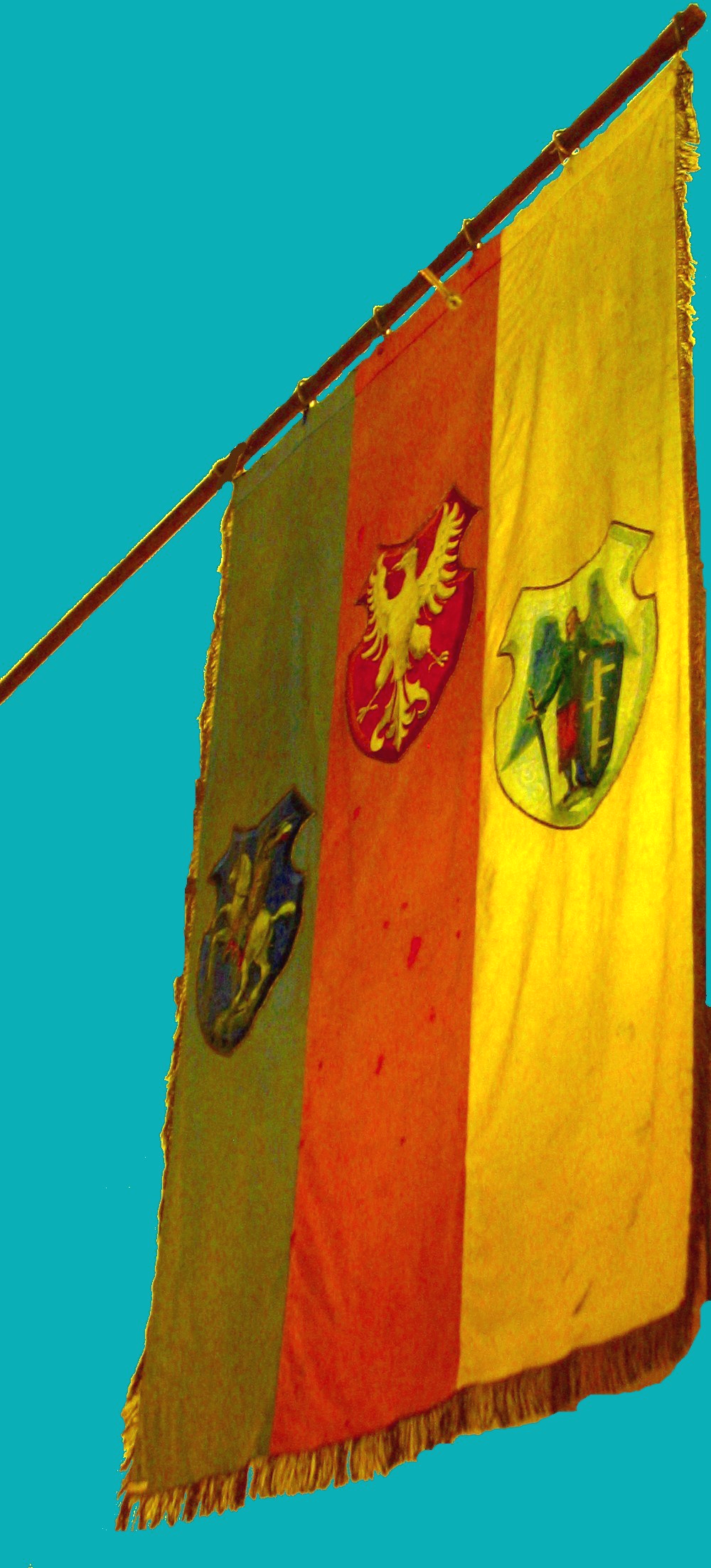
Chorągiew powstańców styczniowych

W przeciwieństwie do litewskich tradycji państwowych, flaga Litwy ma stosunkowo młody rodowód. W czasach Wielkiego Księstwa Litewskiego obowiązywała czerwona flaga z Pogonią (Vytis), z której zrezygnowano jednak w 1918 roku, by uniknąć skojarzenia z bolszewizmem. (Podobnie w Finlandii przyjęto flagę białą z niebieskim krzyżem zamiast czerwonej z lwem). Ze względu na podobieństwo do flagi polskiej odrzucono także projekt flagi biało-czerwonej, choć podobie jak w Czechach nawiązywał on do tradycji białego godła na czerwonej tarczy. Przyjęto naprędce żółto-zielono-czerwoną flagę opracowaną przez artystów Jonasa Basanavičiusa, Antanasa Zmuidzinaviciusa i Tadasa Daugirdasa. Propozycję tej komisji zatwierdziła litewska Rada Państwa (Taryba) na posiedzeniu z 19 kwietnia 1918 i nowa flaga po raz pierwszy załopotała w Wilnie 11 listopada na budynku Taryby.
W okresie międzywojennym flaga żółto-zielono-czerwona budziła kontrowersje i rozważano nawet jej zmianę. Proponowano flagę zielono-biało-czerwoną (barwy stowarzyszeń studenckich z Litwy Mniejszej na przełomie XIX i XX w. o dużym znaczeniu dla kultury litewskiej) lub czerwono-biało-żółtą (barwy Pogoni). Wszelkie dyskusje ucięła jednak w 1940 r. okupacja sowiecka. Flaga żółto-zielono-czerwona stała się niekwestionowanym symbolem niepodległego państwa, kultywowanym na emigracji i w pamięci narodowej.
W czasach sowieckich używanie dawnej flagi było zabronione. Litewskiej SRR przydzielono nową flagę, czerwoną z mniejszymi pasami zielonym i białym. Flagę żółto-zielono-czerwoną przywrócono dopiero w 1988 roku w wyniku przemian demokratycznych na Litwie i przyjęto oficjalnie 20 marca 1989 r.
Od tego okresu obowiązywały proporcje boków 1:2, w 2004 r. wprowadzono układ 3:5.
W ostatnim okresie na Litwie rozpoczęto dyskusje na temat własnej historii i nawiązania do tradycji Wielkiego Księstwa Litewskiego, w trakcie której pojawiły się postulaty przywrócenia tradycyjnej flagi Księstwa – białej (srebrnej) Pogoni na purpurowym tle. Sejm RL rozważał możliwość nadania tej fladze statusu państwowej (w odróżnieniu od Trispalvė pozostającego flagą narodową) oraz regulamin zakresu jej używania (np. podczas wielkich świąt i uroczystości państwowych, rocznic wydarzeń historycznych – jak np. bitwy pod Grunwaldem etc.)

Chorągiew Wielkiego Księstwa Litewskiego z pogonią
Chorągiew Rzeczypospolitej Obojga Narodów (1569–1795)
Chorągiew Rzeczypospolitej Obojga Narodów w latach 1587–1668
Chorągiew Rzeczypospolitej Obojga Narodów w latach 1674–1696 w okresie panowania Jana III Sobieskiego.
Chorągiew Rzeczypospolitej Obojga Narodów połączonej unią personalną z Elektoratem Saksonii używana w latach 1697–1706 i 1709–1763.
Chorągiew Rzeczypospolitej Obojga Narodów za panowania Stanisława Augusta Poniatowskiego.
Flaga używana przez powstańców styczniowych w latach 1863–1864.
Flaga Królestwa Litwy (16 lutego – 2 listopada 1918)
Flaga Litwy przed atakiem komunistów (1918–1940)
Flaga Litewskiej SRR po ataku ZSRR (1940–1953)
Flaga Litewskiej SRR (1953–1989)
Flaga Litwy (2004)
Flaga Litwy (1991–2004) (w latach 1989–1991 jako Flaga Litewskiej SRR)
Flaga Litwy (od 2004 r.)
Flaga Armii Litewskiej
Flaga Prezydenta Litwy

## Flaga państwowa (historyczna)
Flaga państwowa Republiki Litwy w obecnej formie obowiązuje od 1 września 2004 r. i ma postać banera z godłem i proporcje flagi narodowej, tj. 3:5. Flaga państwowa (zwana „prawnie obowiązującą flagą historyczną”) została zaproponowana jednocześnie z godłem przez wicemarszałka Sejmu Česlovasa Juršėnasa i przez przewodniczącego komisji heraldycznej Edmundasa Rimsa dla uczczenia 750. rocznicy koronacji Mendoga w 1253 roku. Oba symbole zaprojektował Arvydas Každailis. Jej historyczne znaczenie polega na tym, że pod tą właśnie flagą wojska litewskie walczyły pod Grunwaldem i była ona flagą rządową Republiki Litwy Środkowej. W latach 1922–39 była ona jedną z kilku flag uważanych za narodowe. Poza Litwą dwie flagi (oficjalną do użytku cywilnego i państwową do użytku publicznego) mają także m.in. Finlandia, Hiszpania, Wenezuela, Niemcy i Tajlandia.
Flaga państwowa powiewa stale w trzech miejscach: przed pałacem królewskim, przed Zamkiem na Wyspie w Trokach i przed Muzeum Wojny w Kownie, a czasowo jest podnoszona w następujących miejscach:
- 16 lutego – przed Domem Sygnatariuszy przy ulicy Zamkowej (lit. Pilies gatve) w Wilnie
- 11 marca – przed Sejmem
- 6 lipca – przed Pałacem Prezydenckim w Wilnie
- 15 lipca – przed Ministerstwem Obrony
- 25 października – przed Sejmem, Pałacem Prezydenckim i siedzibą rządu przy ul. Giedymina 11

## Protokół flagowy

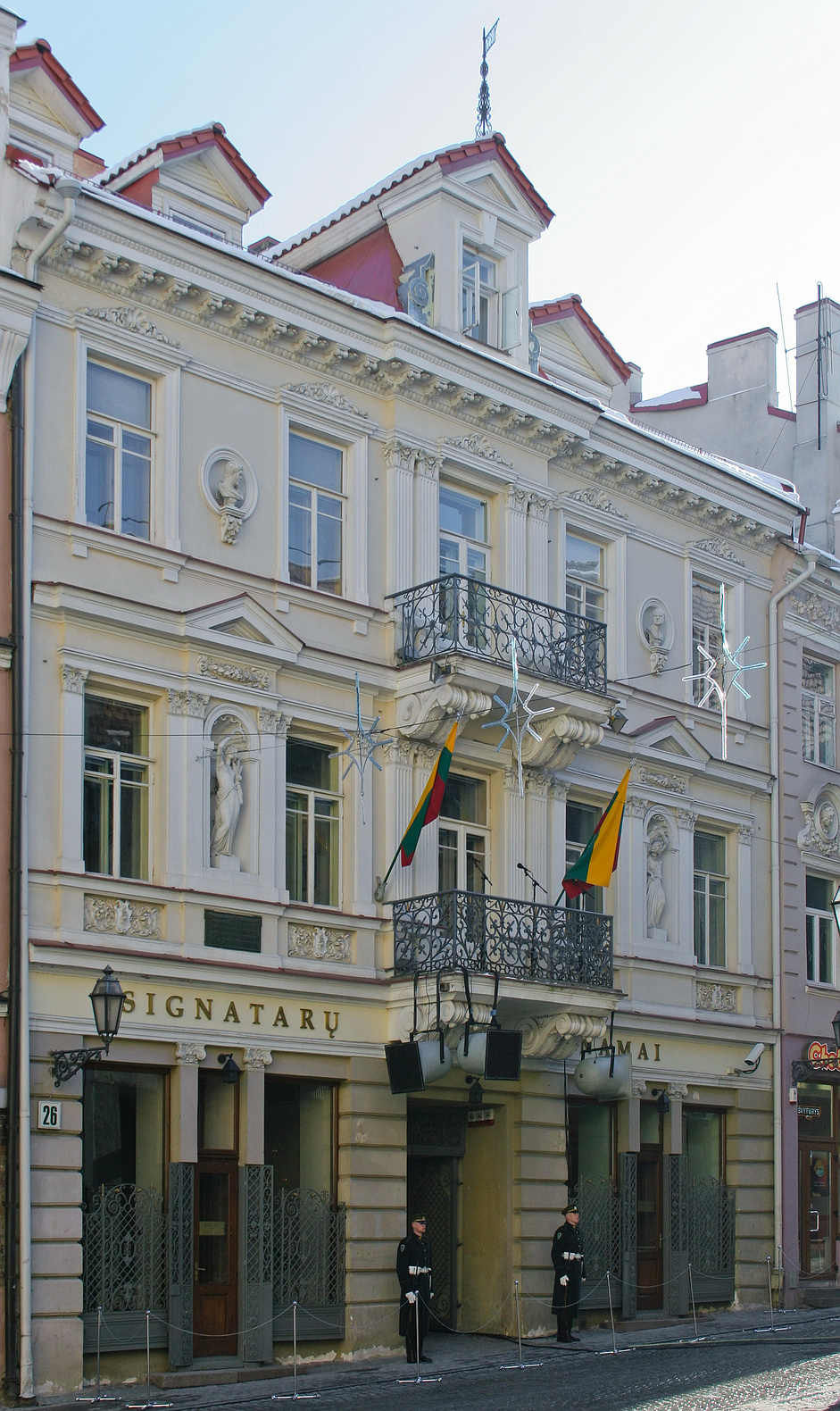
Dom Sygnatariuszy niepodleglości w Wilnie

Flaga może być zawieszona pionowo lub poziomo na budynkach publicznych, domach prywatnych, firmach, statkach, placach miejskich oraz podczas oficjalnych uroczystości. W pozycji poziomej żółty pas widnieje na górze, w pionie – żółty pas jest po lewej, a czerwony po prawej stronie. Zazwyczaj flaga jest wywieszona od wschodu do zachodu słońca, instytucje rządowe na Litwie i za granicą eksponują ją przez całą dobę. Musi ona odpowiadać ustalonym prawnie standardom i nie może być zabrudzona lub zniszczona.
Podczas uroczystości żałobnych flaga może być opuszczona do jednej trzeciej masztu (w przypadku flagi umocowanej na stałe przypina się do niej wstęgę z czarnej krepy), a na pogrzebie ważnych osobistości flaga pokrywa trumnę (przed pochówkiem po złożeniu jest przekazywana rodzinie).
W przypadku eksponowania z innymi flagami obowiązuje następujący porządek: flaga narodowa, flaga historyczna (państwowa), flagi państw obcych, flaga Unii Europejskiej, zagraniczne organizacje pozarządowe, sztandar prezydencki, sztandary wojskowe i rządowe, flagi okręgów Litwy, flagi miast i inne. W przypadku ekspozycji wokół flagi Litwy, pozostałe flagi są uporządkowane w porządku alfabetycznym według nazw państw w języku litewskim. Flaga Unii Europejskiej jest wywieszana od czasu członkostwa Litwy w UE. Także flaga NATO może być na Litwie używana, gdyż należy ona do tej organizacji. Powszechne jest również wywieszanie flagi Estonii i Łotwy podczas wybranych uroczystości (np. obchody odzyskania niepodległości przez kraje bałtyckie).

### Narodowe dni flagi
Zgodnie z Protokołem flagowym wywieszanie litewskiej flagi jest pożądane codziennie, a prawnie wymagane w następujących dniach:
| Data            | Polska nazwa                                          | Uwagi                                                                                         |
| --------------- | ----------------------------------------------------- | --------------------------------------------------------------------------------------------- |
| 1 stycznia      | Święto flagi                                          | upamiętnienie pierwszego wywieszenia na Baszcie Giedymina w 1919 r.                           |
| 13 stycznia     | Dzień Obrońców Wolności                               | na pamiątkę Wydarzeń Styczniowych w 1991 r.                                                   |
| 16 lutego       | Dzień Odbudowy Państwa Litewskiego w 1918 r.          | wywieszana wraz z flagami Łotwy i Estonii                                                     |
| 24 lutego       | Święto Niepodległości Estonii                         | wywieszana wraz z flagami Łotwy i Estonii                                                     |
| 11 marca        | Dzień Odzyskania Niepodległości przez Litwę w 1990 r. | wywieszana wraz z flagami Łotwy i Estonii                                                     |
| 29 marca        | Dzień NATO                                            | rocznica przystąpienia Litwy do NATO w 2003 r., wywieszana wraz z flagą NATO                  |
| 1 maja          | Dzień Unii Europejskiej                               | rocznica przystąpienia Litwy do Unii Europejskiej w 2004 r., wywieszana wraz z flagą UE       |
| 9 maja          | Dzień Europy                                          | koniec drugiej wojny światowej w 1945 r.; dawniej w dobie sowieckiej Dzień Zwycięstwa         |
| 15 maja         | Dzień Zwołania Sejmu Ustawodawczego                   | ku czci Parlamentu Litwy                                                                      |
| 14 czerwca      | Dzień Żałoby i Nadziei                                | data pierwszych masowych deportacji Litwinów na Syberię w 1941 r.; flaga opuszczona w żałobie |
| 15 czerwca      | Dzień Okupacji i Ludobójstwa                          | początek radzieckiej okupacji Litwy w 1940 r.; flaga opuszczona w żałobie                     |
| 6 lipca         | Dzień Państwowy                                       | koronacja pierwszego króla Mendoga, w 1253 r.                                                 |
| 15 lipca        | Dzień Bitwy pod Grunwaldem                            | upamiętnia polsko-litewskie zwycięstwo nad Krzyżakami w 1410 r.                               |
| 23 sierpnia     | Dzień Czarnej Wstęgi                                  | podpisanie paktu Ribbentrop-Mołotow w 1939 r., flaga opuszczona w żałobie                     |
| 31 sierpnia     | Dzień Wolności                                        | wymarsz ostatnich jednostek Armii Czerwonej z Litwy w 1993 r.                                 |
| 23 września     | Dzień Ludobójstwa Litewskich Żydów                    | likwidacja getta wileńskiego przez nazistowskie Niemcy w 1943 r.                              |
| 25 października | Święto Konstytucji                                    | przyjęcie konstytucji państwowej w 1992 r.                                                    |
| 18 listopada    | Dzień Niepodległości Łotwy                            | wywieszana wraz z flagami Łotwy i Estonii                                                     |
| 23 listopada    | Dzień Żołnierzy Litewskich                            | utworzenie Armii Litwy w 1918 r.                                                              |

Poza wymienione okazjami flaga jest wywieszana podczas wyborów prezydenckich i parlamentarnych przed punktami wyborczymi. Ponadto zgodnie z artykułem 4, paragraf 7 Protokołu flagowego, rząd może wezwać do wywieszenia flagi bądź określić specjalne warunki jej ekspozycji (np. zamanifestowanie żałoby).